# Limnophyes diplosis
Limnophyes diplosis är en tvåvingeart som först beskrevs av Jean-Jacques Kieffer 1918.  Limnophyes diplosis ingår i släktet Limnophyes och familjen fjädermyggor.
Artens utbredningsområde är Turkiet. Inga underarter finns listade i Catalogue of Life.